# Nagyecsed
Nagyecsed là một thành phố thuộc hạt Szabolcs-Szatmár-Bereg, Hungary. Thành phố này có diện tích 43,87 km², dân số năm 2010 là 6258 người, mật độ 143 người/km².